# Bàxea

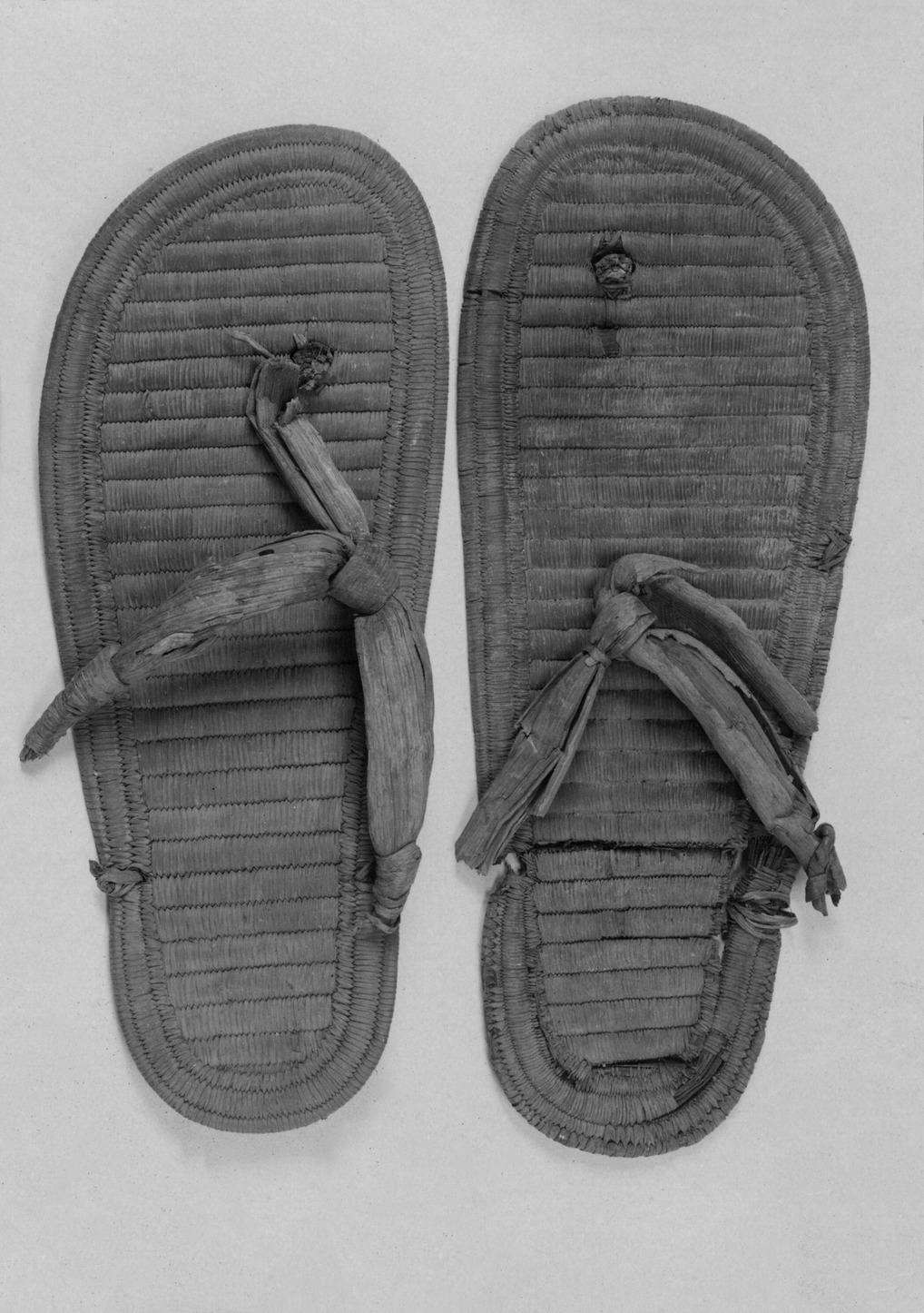
Parell de bàxees MET MCC 120crop 2

La bàxea o baxa (llatí: baxea o baxa) era una espècie de sandàlia feta de fulles vegetals, branquetes o fibres, com ara l'espart.
Segons Isidor de Sevilla, les bàxees les feien servir principalment els actors còmics a l'antiga Grècia i també a Roma, mentre que els actors tràgics portaven coturns. Els filòsofs també portaven calçat d'aquest tipus, al menys en època de Tertul·lià. Isidor de Sevilla afegeix que estaven fetes de material barat, normalment de vímet, i que també se les anomenava calones.
S'han descobert nombrosos exemplars de bàxees a les catacumbes i s'ha vist que els egipcis les fabricaven amb papir o amb fulles de palmera, i de vegades estan representades a les estàtues egípcies. Heròdot diu que les fetes amb papir les usaven obligatòriament els sacerdots. Tertul·lià diu que hi havia bàxees daurades i algunes ornades amb violetes. Eren molt senzilles, bàsicament constaven d'una sola vegetal, amb un bucle que aguantava el peu per un costat i una lligadura que es feia passar entre el dit gros i el segon dit.